# Provincia Caltanissetta
Caltanissetta este o provincie în regiunea Sicilia în Italia.